# Savina de Gourcy Serainchamps
Savina Louise Josephina de Gourcy Serainchamps (Gent, 17 juli 1825 – Loppem, 7 september 1912) was een Belgische gravin en een telg uit het adellijke geslacht De Gourcy Serainchamps. Zij was gehuwd met  baron Charles van Caloen (1815-1896). Zij waren bouwheren en de eerste bewoners van het kasteel van Loppem.

## Jeugd en  Opleiding
Savina de Gourcy Serainchamps werd op 17 juli 1825 geboren als oudste dochter van graaf Felix de Gourcy Serainchamps (1802-1861) en barones Mathilde Dons de Lovendeghem (1801-1842). Ze had nog een broer en drie zussen en woonde als kind op het kasteel van Mianoye te Assesse bij Namen, waar ze privéonderwijs kreeg. Ze volgde humaniora bij de dames kanunnikessen van Berlaymont in Brussel. Daar ontstond een levenslange vriendschap met de Brugse Emilie van Outryve d’Ydewalle (1826-1894) de latere echtgenote van Jean-Baptiste de Bethune.

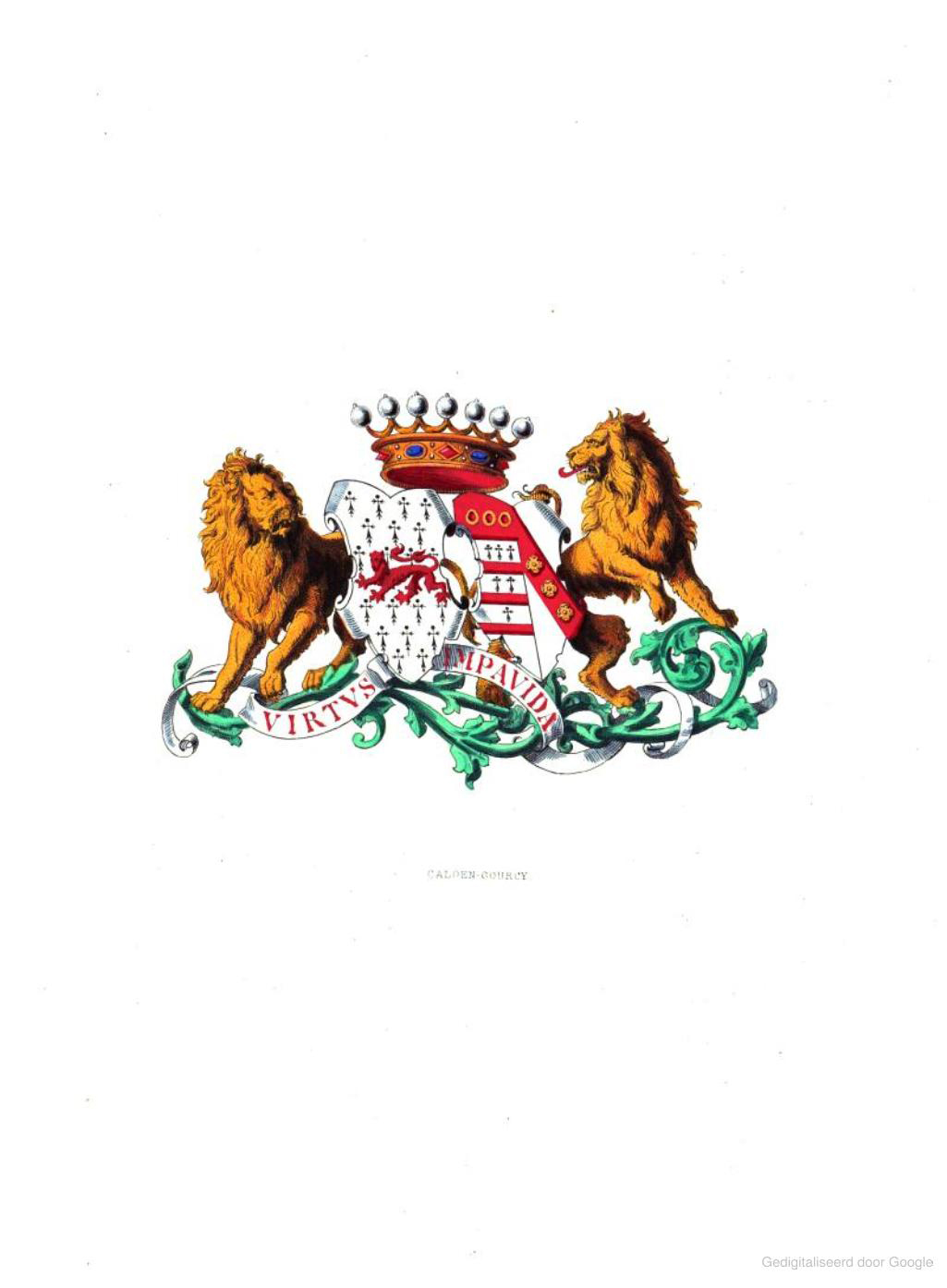
Wapenschild van de familie van Caloen de Gourcy-Serainchamps

## Huwelijk
Op 19 april 1847 huwde ze met Charles van Caloen, een vriend en studiegenot van Jean-Baptiste de Bethune, in de familiekapel van De Gourcy Serainchamps in het kasteel van Mianoye. Het echtpaar ging in Brugge wonen, in het ouderlijke huis van Charles van Caloen aan de Dijver. Het echtpaar was uitermate ultramontaans katholiek geïnspireerd. Beide echtgenoten waren eigenlijk liever religieuzen geworden.  Haar vader Felix De Gourcy Serainchamps Savina zorgde ervoor dat Charles vanaf 1857 de baronstitel kon dragen. Na diverse erfenissen, langs beide kanten van de familie, werd het echtpaar een van de rijkste grootgrondbezitters van West-Vlaanderen.
Het echtpaar Van Caloen-de Gourcy Serainchamps kreeg vijf kinderen: Maria van Caloen (°1848), Savina van Caloen (°1850), Joseph van Caloen (°1853), Albert van Caloen (°1856) en Ernest van Caloen (°1859). Ze voedden de kinderen op als modelkatholieken. Religie was erg belangrijk binnen het gezin, zowel in de persoonlijke beleving als naar de buitenwereld toe. De kinderen kregen zowel hun lagere als middelbare studies in het kasteel zelf om ze te vrijwaren van slechte vrienden in reguliere katholieke scholen. Guido Gezelle werd privéleraar Nederlands op aanbeveling van Jan Faict, de latere bisschop van Brugge en een zeer goede vriend van de familie Van Caloen. De kennis van de Vlaamse streektaal was belangrijk voor de omgang met het personeel en de plaatselijke bevolking.
In de strijd tussen katholieken en liberalen namen Charles en Savina een actieve rol op, waarbinnen ze de Kerk op diverse fronten steunden.
In 1869 waren ze in het kader van een maandenlange pelgrimstocht officieel te gast op de opening van het Eerste Vaticaans Concilie in Rome. De jongste zoon Ernest kreeg zijn eerste communie persoonlijk uitgereikt door paus Pius IX in zijn privé-kapel.
De oudste dochter Maria van Caloen trad bij de terugkeer uit Rome in het klooster van de karmelietessen in Ukkel. Het echtpaar Van Caloen was een belangrijke geldschieter van het nieuwe karmelietenklooster in Ukkel, dat in in 1881 gebouwd werd. Zij was meter van een van de klokken.
Haar zoon Joseph van Caloen werd onder de naam Dom Gerard benedictijn en later prior in de abdij van Maredsous. Met de steun van zijn familie richtte hij een nieuwe Benedictijnerabdij op in Sint-Andries, specifiek gericht op missiewerk, gevolgd door de Abdijschool van Zevenkerken, aanvankelijk een uiterst katholieke eliteschool voor jongens een missie-instituut, een plek voor eliteonderwijs en een centrum voor liturgische vernieuwing.
Savina was erg begaan met de "goede werken" zoals men liefdadigheidswerk toen noemde. In 1870 werd ze voorzitster van het "Comité des dames zélatrices de l’oeuvre des Missions du Pôle Nord". Deze vereniging zette zich in voor de missies in Scandinavië en werd sinds1869 geestelijk geleid door Guido Gezelle, in die periode onderpastoor van de Brugse Sint-Walburgaparochie.
Gezelle was een persoonlijke vriend van de familie, maar zeker niet de enige geestelijke die zich tot hun intimi mocht rekenen. In Brugge woonden Charles en Savina vlak naast Johan Joseph Faict, die sinds 1864 bisschop van Brugge was. Via hun vriendschap met Mgr. Francesco Nardi, intieme vriend van paus Pius IX, kwam het uiteindelijk ook tot persoonlijke contacten met de paus zelf. En onder impuls van Savina werd het kasteel een ontmoetingsplaats voor hoge prelaten en prominente ultramontanen, maar ook voor kunstenaars en intellectuelen.
Na de dood van haar man in 1896 wilde Savina intreden bij de karmelietessen, maar zij werd hierin tegengehouden door haar kinderen en biechtvader. Die vonden dat ze zich beter aan haar familie kon wijden. Ze stierf in haar kasteel te Loppem op 87-jarige leeftijd.

## Het kasteel van Loppem

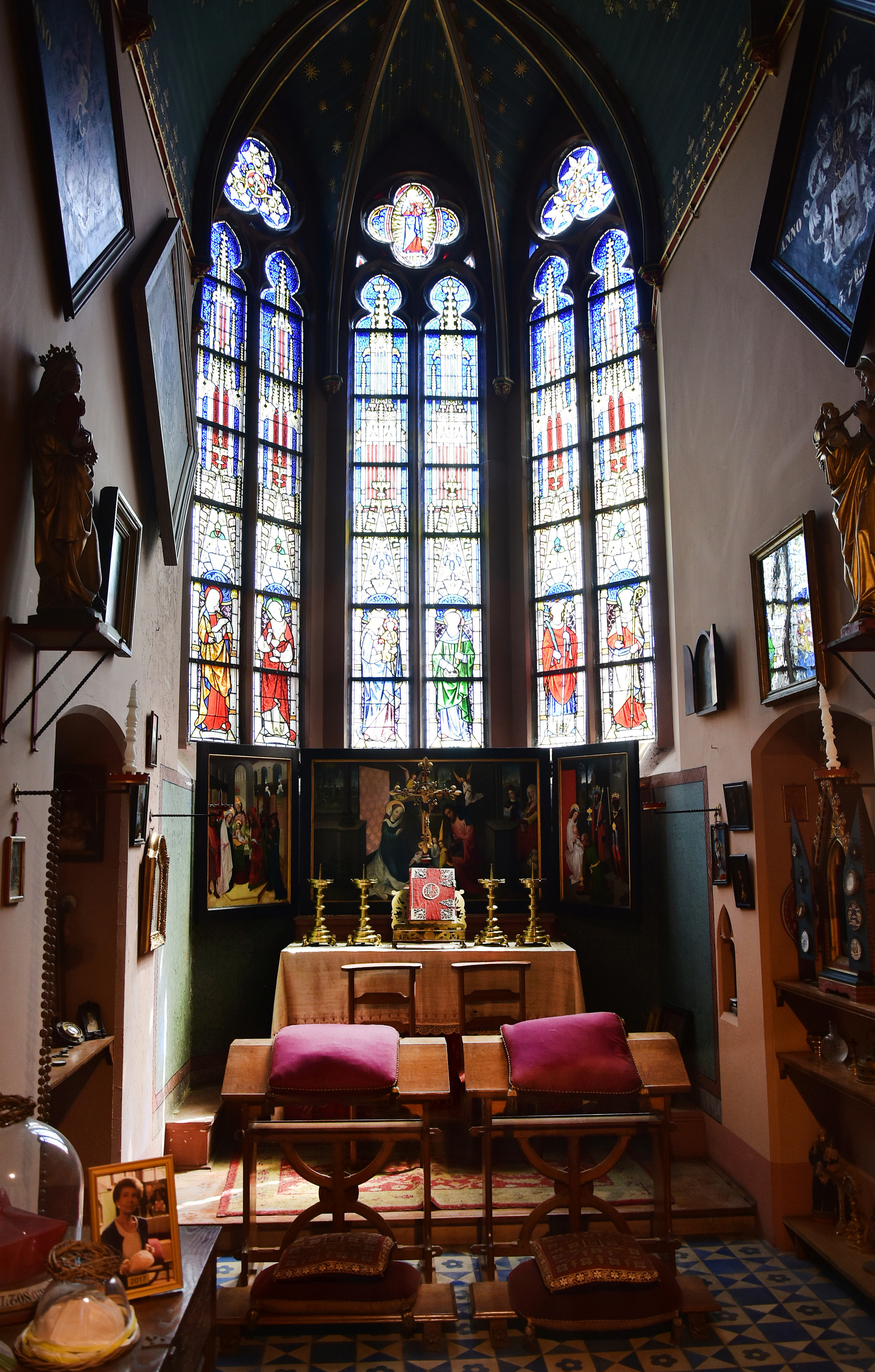
Kapel van het kasteel van Loppem

De echtgenoten Charles en Savina van Caloen erfden in 1847 een neoclassicistisch buitenverblijf in Loppem. Uit religieuze overtuiging lieten ze dit "liberale" gebouw afbreken en bouwden ze een middeleeuws uitziend kasteel in een neogotische stijl, de enige kunststijl die voor hen "waarlijk christelijk en nationaal was en in overeenstemming met de christelijke zeden en tradities van het land". Het ontwerp vertrouwden ze in 1856 initieel toe aan Edward Pugin, maar in 1859 werd het hele project verder uitgewerkt en uitgevoerd door Jean-Baptiste Bethune.  Het kasteel werd geconcipieerd als een totaalkunstwerk, waarbij de "veelzijdig artistiek geïnteresseerde" Savina een essentiële inbreng had, zowel op artistiek als op organisatorisch vlak, deels ook omdat haar echtgenoot Charles slechtziend was. Hij zag het resultaat pas jaren later na een operatie aan zijn beide ogen in 1867. Beide echtgenoten waren zeer kunstminnend. Dankzij Savina werd het kasteel een aantrekkingspool voor kunstenaars, schrijvers en religieuzen. De vriendenkring was bijzonder groot en divers. Ook Guido Gezelle, een graag geziene gast in aristocratische families, was een regelmatig bezoeker van het kasteel.
Net als haar man werd Savina vereeuwigd in de kapel: een van de glasramen toont de heilige Savina. Zowel de inrichting, de kapel en kasteelpark vertonen een overvloed aan katholieke elementen die wijzen op de ultramontaanse invloed van de gravin.

## Gevelopschriften van het Heilig Bloed

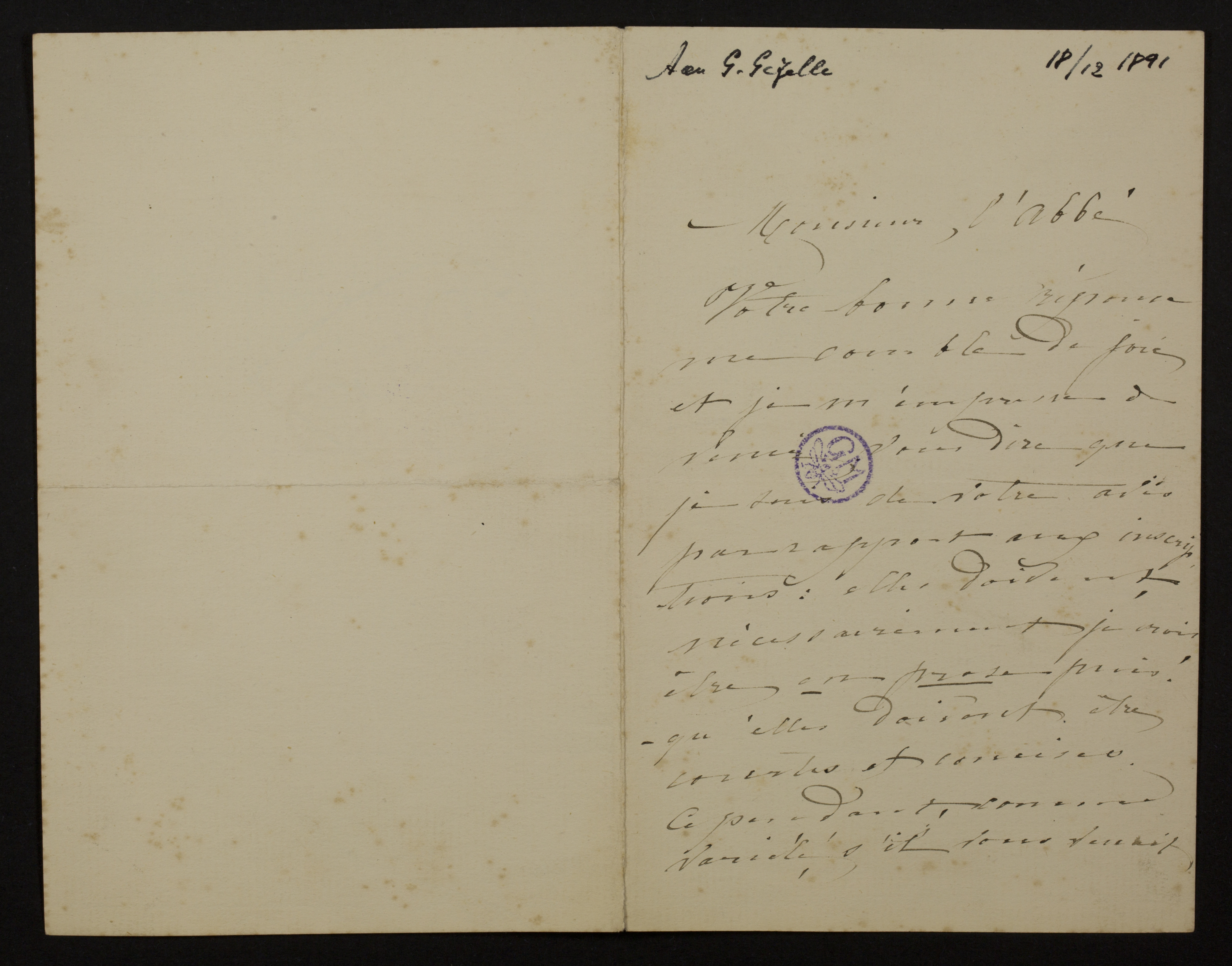
Brief van Savina Louise Joséphine de Gourcy Serainchamps aan Guido Gezelle. Geschreven op 18 december 1891. (Guido Gezellearchief, 6484)

Op vier plaatsen in de Brugse binnenstad zit een gevelsteen met inscriptie rond het Heilig Bloed: Wollestraat 53, Schuttersstraat 3-7, Dweersstraat 3, en Nieuwstraat 5-7. De realisatie hiervan gebeurde op initiatief van Savina van Caloen-de Gourcy Serainchamps. Hiermee wilde ze een blijvende herinnering aan het feit dat op deze vier adressen ooit families hadden gewoond die het Heilig Bloed veilig bij zich verborgen hielden in woelige tijden. Tijdens het Calvinistisch bestuur in Brugge in de periode 1578-1584 bewaarde Juan Perez de Malvenda de reliek achtereenvolgens in drie huizen: Dijver 7, Nieuwstraat 5-7 en Wollestraat 53. Met de ‘Beloken Tijd’ (1796-1801) brak een tweede periode aan waarin het Heilig Bloed moest worden veiliggesteld. Lodewijk Vincent Donche nam deze taak op zich, bracht de reliek in 1797 onder in zijn ouderlijke woning in de Schutterstraat 3-7. Vandaar verhuisde het Heilig Bloed in 1812 naar de Dweersstraat 3. Het is pas in 1988 dat de locatie aan de Dijver bekend raakte, waardoor er maar vier gevelopschriften werden gemaakt. De teksten hiervoor werden geschreven door Guido Gezelle, op verzoek van Savina aan Guido Gezelle in een brief van  14 december 1891, bewaard in het Guido Gezellearchief. Deze brief maakt deel uit van  een uitgebreide correspondentie tussen Savina de Gourcy Serainchamps en Guido Gezelle die deels wordt bewaard in het Guido Gezellearchief.